# Werner Proft
Bernhard Otto Werner Proft (* 12. August 1901 in Schöneberg; † 18. März 1989 in Tegernsee) war ein deutscher Hockeyspieler.

## Leben
Werner Proft gehörte dem in den 1920er Jahren dominierenden deutschen Hockeyverein an, dem Leipziger SC. Er debütierte 1927 in der deutschen Hockeynationalmannschaft. Bei den Olympischen Spielen 1928 in Amsterdam gehörten mit Georg Brunner, Heinz Förstendorf, Werner Freyberg, Werner Proft und Rolf Wollner fünf Leipziger zum Kader. Proft wirkte als Verteidiger in drei Spielen mit, darunter auch dem Spiel um den dritten Platz gegen Belgien, das die deutsche Mannschaft mit 3:0 gewann. Insgesamt wirkte Werner Proft von 1927 bis 1928 in sechs Länderspielen mit.